# Congregazione sublacense

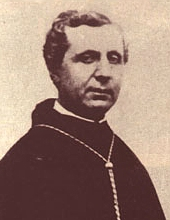
Pietro Francesco Casaretto, fondatore della congregazione

La Congregazione sublacense (in latino Congregatio Sublacensis) era una delle congregazioni monastiche di diritto pontificio costituenti l'Ordine di San Benedetto; i monaci della congregazione posponevano al loro nome la sigla Cong. Subl. O.S.B.
Il 10 febbraio 2013 è stata unita insieme con la Congregazione cassinese nella Congregazione sublacense cassinese.

## Storia

### Origini
La congregazione fu fondata dall'abate Pietro Francesco Casaretto. Monaco professo dell'abbazia cassinese di Santa Maria del Monte a Cesena dal 1828, dopo l'ordinazione sacerdotale Casaretto fu inviato al monastero di Cava de' Tirreni e poi in Tunisia, come cappellano militare: tornato in Italia, ottenne di stabilirsi nel Sacro Speco di Subiaco e, dopo una malattia, si ritirò a condurre vita eremitica nel monastero abbandonato di Santa Maria di Portonovo, presso Ancona.
Dopo un periodo di riflessione, maturò il progetto di dedicarsi interamente alla restaurazione della vita benedettina in Italia e, ottenuto il sostegno di papa Gregorio XVI, il 25 gennaio 1843 fondò un monastero presso la chiesa di Santa Maria delle Grazie a Pegli. Il suo primo compagno fu Raffaele Testa, giovane sacerdote professo del monastero di Santa Scolastica a Subiaco, ma presto vennero accolti nella comunità altri postulanti: in Santa Maria delle Grazie Casaretto diede inizio a una nuova osservanza, basata sull'integrale osservanza della Regola, sulla perfetta vita comune, sulla comunanza dei beni e su un'ascesi molto rigida.
Il 1º luglio 1844 la comunità si trasferì nel monastero di San Giuliano d'Albaro, presso Genova.

### Nascita della congregazione

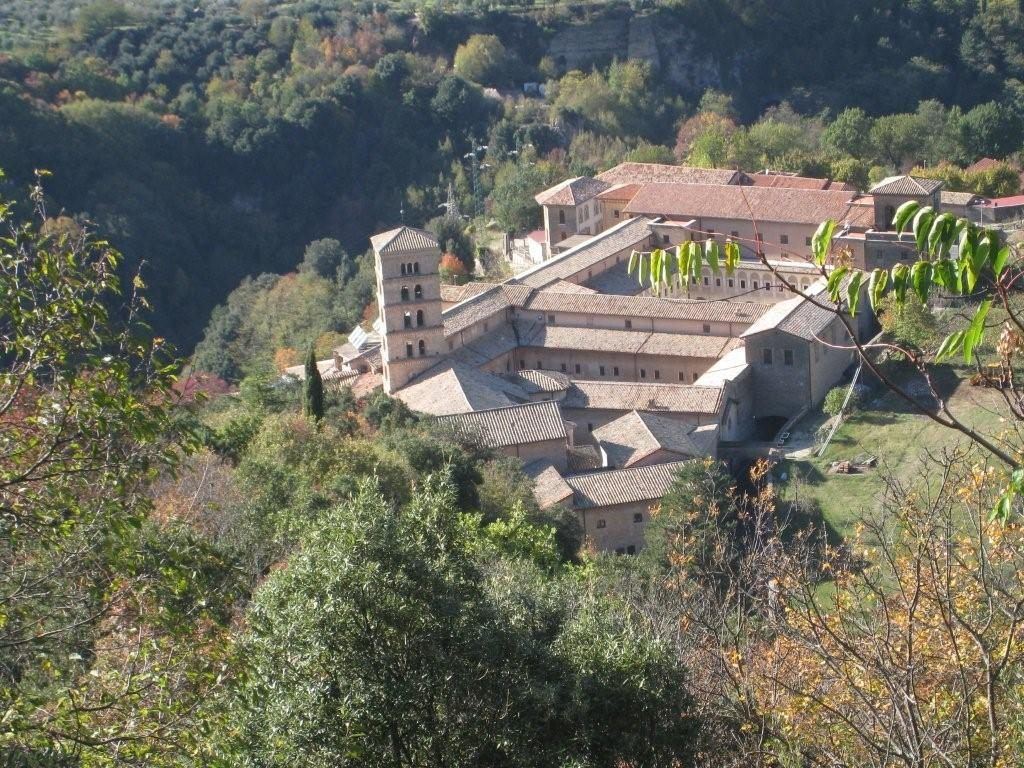
L'abbazia di Santa Scolastica a Subiaco

Nel 1850 papa Pio IX donò a Casaretto l'abbazia di Santa Scolastica a Subiaco e il 24 maggio 1851 fu istituita la provincia sublacense della congregazione cassinese, con un proprio visitatore. Numerosi monasteri vi aderirono: San Giovanni Evangelista a Parma, Santa Maria di Praglia, San Giorgio Maggiore a Venezia, Santi Pietro e Paolo a Dendermonde, Santa Maria di La Pierre-qui-Vire, Santa Maria di Montserrat.
Un ideale caro a Casaretto fu quello missionario e nel 1861 i suoi monaci aprirono a Roma il collegio di Sant'Ambrogio, per la formazione dei giovani missionari.
Nel 1867 la dieta generale, che riuniva i superiori di tutte le case della provincia sublacense, chiese alla Santa Sede la totale autonomia dalla Congregazione cassinese: la Santa Sede accordò la separazione e approvò ad experimentum la nuova congregazione, detta "cassinese della primitiva osservanza". Le costituzioni della nuova congregazione furono approvate il 5 agosto 1867.

### Decadenza e rinascita
Dopo l'entrata dei piemontesi a Roma, temendo gli effetti dell'estensione delle leggi eversive a tutto il territorio italiano, Casaretto chiese in anticipo alla Santa Sede l'approvazione definitiva della sua congregazione, ottenendola il 9 marzo 1872. I timori di Casaretto erano fondati, infatti nel 1874 i monasteri italiani vennero dissolti: rimasero monaci a Subiaco, come custodi dei monumenti nazionali, e a Montevergine che, essendo abbazia nullius, evitò la chiusura; gli altri religiosi si rifugiarono a Malta.
Tra il 1880 e il 1903 le soppressioni colpirono anche i monasteri francesi, ma questo diede un nuovo impulso alla diffusione della congregazione perché i monaci espulsi dalla Francia fondarono nuove case in Germania, nel Belgio, nei Paesi Bassi e in Gran Bretagna.
I monaci della congregazione tornarono a stabilirsi in Italia agli inizi del XX secolo (si ebbero anche nuove fondazioni come Santa Maria dei Miracoli a Casalbordino, a opera dei monaci di Albaro, e Madonna della Scala a Noci, a opera dei monaci di Parma); nonostante le leggi anticongregazioniste non fossero state abrogate, nel primo dopoguerra i religiosi fecero ritorno in Francia. Nel 1933 fece il suo ingresso nella congregazione anche l'abbazia di Prinknash, comunità originalmente anglicana ma passata al cattolicesimo nel 1903.
Nel capitolo generale celebrato tra il 1966 e il 1967 la congregazione decise di mutare il titolo in "Congregazione sublacense", dal nome del monastero più celebre.

## Governo
In origine la congregazione era fortemente centralizzata: l'abate generale, che era anche abate di Subiaco, aveva giurisdizione su tutti i monasteri della congregazione; era assistito da quattro consultori, scelti come rappresentanti delle province (italiana, francese, spagnola e anglo-belga); ciascuna provincia era retta da un visitatore eletto, come l'abate generale e i consultori, dal capitolo generale. I monasteri erano retti da un abate (nominato dal capitolo generale per un triennio) o, più spesso, da un priore (nominato dal capitolo provinciale, sempre per un triennio); monaci potevano essere trasferiti da un monastero all'altro della provincia per cui avevano professato.
Le costituzioni originali furono però modificate dal capitolo generale nel 1880, subito dopo la morte di Casaretto: furono confermati il carattere internazionale della congregazione, la giurisdizione dell'abate generale su tutti i monaci e il ruolo dei consultori; gli abati però sarebbero stati eletti a vita dalle comunità locali e i visitatori dai capitoli provinciali.
Le costituzioni furono nuovamente riviste nel 1967: al vertice del governo è posto l'abate presidente, assistito dal consiglio dei visitatori e dal consiglio degli assistenti; ogni provincia è retta da un visitatore eletto dal capitolo provinciale e assistito dal consiglio dei superiori della provincia e dal consiglio provinciale.
La sede della curia generalizia era in via Sant'Ambrogio a Roma.

## Attività e diffusione
Le attività e la spiritualità della congregazione sublacense erano quelle della tradizione benedettina, vissute con modalità diverse in base ai luoghi e alle circostanze.
Nel 2004 la congregazione era organizzata in sette province (italiana, inglese, fiamminga, francese, spagnola, africana, vietnamita) e due pro-province (germanica, filippina). I monasteri sublacensi sono in Africa (Benin, Burkina Faso, Costa d'Avorio, Ghana, Madagascar, Sudafrica, Togo), nelle Americhe (Brasile, Colombia, Messico, Porto Rico, Stati Uniti), in Asia (Bangladesh, Filippine, Vietnam), in Europa (Belgio, Francia, Germania, Italia, Regno Unito, Spagna) e in Australia.
Alla fine del 2011 la congregazione contava 68 case, con 1.285 membri, di cui 514 sacerdoti.